# Albânia na Universíada de Verão de 2025
A Albânia participou da Universíada de Verão de 2025, que aconteceu em Rhine-Ruhr, na Alemanha, entre 16 de julho e 27 de julho de 2025.
A delegação teve seis atletas — cinco masculinos e um feminino — em duas modalidades olímpicas diferentes e não ganhou nenhuma medalha.

## Competidores
Estas foram as modalidades e atletas que disputaram a edição:
| Esporte   | Masculino | Feminino | Total |
| --------- | --------- | -------- | ----- |
| Atletismo | 1         | 1        | 2     |
| Taekwondo | 4         | 0        | 4     |
| Total     | 5         | 1        | 6     |

## Desempenho

### Atletismo
Masculino
100m Rasos - 1ª Rodada - 8ª Bateria
| Rank | Raia | País          | Atleta                    | Tempo | Record | Classificação |
| ---- | ---- | ------------- | ------------------------- | ----- | ------ | ------------- |
| 1    | 3    | África do Sul | Kyle Brian Zinn           | 10.33 |        | Q             |
| 2    | 2    | Reino Unido   | Harry Bryan Taylor        | 10.66 |        | Q             |
| 3    | 6    | Índia         | Manikanta Hoblidhar       | 10.74 |        |               |
| 4    | 4    | Dinamarca     | Emil Frænde               | 10.79 |        |               |
| 5    | 7    | Nigéria       | Precious Oluwakayode Aina | 11.17 |        |               |
| 6    | 8    | Albânia       | Julian Vila               | 11.21 |        |               |
| 7    | 5    | Tanzânia      | Dickson Edward Silayo     | 12.05 |        |               |

Feminino
100m Rasos - 1ª Rodada - 8ª Bateria
| Rank | Raia | País          | Atleta                        | Tempo | Record | Classificação |
| ---- | ---- | ------------- | ----------------------------- | ----- | ------ | ------------- |
| 1    | 7    | França        | Naomi Riskwait                | 11.62 |        | Q             |
| 2    | 4    | Eslováquia    | Viktória Strýcková            | 11.69 |        | Q             |
| 3    | 2    | África do Sul | Joviale Mwenda Kanku Mbisha   | 11.84 |        | Q             |
| 4    | 8    | Noruega       | Maja Emilia Medic             | 11.94 |        |               |
| 5    | 3    | Índia         | Angelsilvia Mariya Muthu Raja | 12.03 |        |               |
| 6    | 5    | Uganda        | Charity Mercy Atiang          | 12.30 |        |               |
| 7    | 6    | Albânia       | Elisa Myrtollari              | 12.96 |        |               |

 Taekwondo
Masculino
| Atleta      | Categoria | Fase de 32              | Oitavas                | Quartas                | Semifinais             | Final / MB             |
| Atleta      | Categoria | Adversário e resultado  | Adversário e resultado | Adversário e resultado | Adversário e resultado | Adversário e resultado |
| ----------- | --------- | ----------------------- | ---------------------- | ---------------------- | ---------------------- | ---------------------- |
| Gledis Buba | até 58kg  | B. R. Szukalski L 0 - 2 | Não avançou            | Não avançou            | Não avançou            | Não avançou            |

| Atleta        | Categoria | Fase de 32             | Oitavas                | Quartas                | Semifinais             | Final / MB             |
| Atleta        | Categoria | Adversário e resultado | Adversário e resultado | Adversário e resultado | Adversário e resultado | Adversário e resultado |
| ------------- | --------- | ---------------------- | ---------------------- | ---------------------- | ---------------------- | ---------------------- |
| Tedi Likometi | até 54kg  | K. J. G. Oh W 2 - 0    | Y. E. Gun L 1 - 2      | Não avançou            | Não avançou            | Não avançou            |

| Atleta        | Categoria | Fase de 32             | Oitavas                | Quartas                | Semifinais             | Final / MB             |
| Atleta        | Categoria | Adversário e resultado | Adversário e resultado | Adversário e resultado | Adversário e resultado | Adversário e resultado |
| ------------- | --------- | ---------------------- | ---------------------- | ---------------------- | ---------------------- | ---------------------- |
| Ibrahim Hidri | até 80kg  | M. E. Sahin L 0 - 2    | Não avançou            | Não avançou            | Não avançou            | Não avançou            |

| Atleta          | Categoria | Fase de 32             | Oitavas                 | Quartas                | Semifinais             | Final / MB             |
| Atleta          | Categoria | Adversário e resultado | Adversário e resultado  | Adversário e resultado | Adversário e resultado | Adversário e resultado |
| --------------- | --------- | ---------------------- | ----------------------- | ---------------------- | ---------------------- | ---------------------- |
| Ernest Merdanaj | até 63kg  | R. Hogg W 2 - 0        | O. F. Dayiolglu L 0 - 1 | Não avançou            | Não avançou            | Não avançou            |